# Сухотин, Николай Николаевич (генерал от кавалерии)
Никола́й Никола́евич Сухо́тин (1847 — 1918) — русский генерал от кавалерии (06.05.1906), военный теоретик, государственный деятель. Член ЗСО ИРГО (1901)

## Биография
Из потомственных дворян Тульской губернии.
Окончил Первый кадетский корпус (1863) и 1-е военное Павловское училище (1865), откуда выпущен был прапорщиком в 12-й драгунский Стародубовский полк.
С 11.03.1866 — поручик, с 01.03.1867 — штабс-капитан. с 16.04.1872 — капитан, с 31.03.1874 — капитан, с 27.03.1877 — подполковник, с 10.09.1877 — полковник.
В 1872 году окончил Николаевскую академию Генерального штаба по 1-му разряду. 20 апреля 1873 года переведен в Генеральный штаб, с назначением старшим адъютантом штаба 1-й кавалерийской дивизии. С 28.04.1874 — состоял в числе обер-офицеров, положенных по штату при Главном штабе, с 08.01.1875 — столоначальник Главного штаба, с 01.01.1877 — делопроизводитель военно-ученого комитета Главного штаба.
Во время русско-турецкой войны был помощником начальника штаба всей кавалерии Западного отряда (10.09.-20.09.1877), помощником начальника штаба Западного отряда.
С 01.01.1881 г. по 30.08.1887 г. был делопроизводителем канцелярии военно-ученого комитета Главного штаба. С 30.08.1887 — генерал-майор.
С 21.07.1891 г. по 24.11.1894 г. состоял при военном министре для поручений по кавалерийской части. Одновременно был ординарным (с 23.05.1881) и заслуженным ординарным (16.02.1892-24.11.1894) профессором Николаевской академии Генерального штаба.
С 24.11.1894 по 17.08.1898 г. был начальником 3-й кавалерийской дивизии. С 14.05.1896 г. — генерал-лейтенант.
С 17.08.1898 г. по 14.04.1901 г. — начальник Николаевской академии Генерального штаба. При его непосредственном участии была образована специальная комиссия Главного штаба для решения вопросов, связанных с изменением порядка комплектования и предназначения академии.
С 14.04.1901 — генерал-губернатор Степного края, командующий войсками Сибирского военного округа и войсковой наказной атаман Сибирского казачьего войска. В конце 1905 – начале 1906 участвовал в подавлении в регионе революционного движения.
С 24.04.1906 член Государственного совета. С 06.05.1906 — генерал от кавалерии.
В 1901 году один из членов-учредителей первой монархической организации России «Русское собрание».
В декабре 1917 уволен от службы декретом СНК с правом подачи прошения о пенсии. Скончался Петрограде в июле 1918.
Н.Н.Сухотин доводился дедом великой советской актрисе Любови Орловой: ее мать Евгения Николаевна (1878-1945) - дочь генерала.

## Награды
- орден Св. Станислава 3-й ст. (1875)
- орден Св. Владимира 4-й ст. (1877)
- Золотое оружие (ВП 04.08.1877)
- орден Св. Станислава 2-й ст. с мечами (1877)
- орден Св. Анны 2-й ст. с мечами (1878)
- орден Св. Владимира 3-й ст. с мечами (1878)
- орден Св. Станислава 1-й ст. (1890)
- орден Св. Анны 1-й ст. (1894)
- орден Св. Владимира 2-й ст. (1899)
- орден Белого Орла (1902)
- орден Св. Александра Невского (1904, бриллиантовые знаки — 01.01.1911)
- болгарский Орден «Святой Александр» 1 ст. (1899)
- французский Орден Почетного Легиона командорский крест (1807)

## Труды
- «Наполеон. Австро-французская война 1809 г.»,
- «Рейды, набеги, наезды, поиски конницы в Американской войне 1861—1865 гг.»,
- «Война в истории русского мира».